# Palai (Indie)
Palai – miasto w Indiach, w stanie Kerala. W 2011 roku liczyło 22 056 mieszkańców. Siedziba syromalabarskiej eparchii Palai.